# Mutara Ier
Mutara Ier Semugeshi est un roi (mwami) du Rwanda qui régna au milieu du XVIIe siècle, après Ruganzu II. Il serait mort vers 1648 (+ ou - 22 ans).
Kigeli II lui succéda.